# Josep Fabre (diputat)
Josep Fabre (Saorla, Vinçà, 13 de març del 1741 — Vinçà, 29 de gener del 1819) fou un metge i polític nord-català que participà en els debats de la Revolució Francesa.
Nasqué a Saorla, un llogaret a l'actual terme de la comuna de Vinçà, al Conflent. Encara que estava destinat a la carrera eclesiàstica, decidí dedicar-se a la medicina. Ja metge de professió, va ser també alcalde de Vinçà, i en aquest càrrec assolí el 1790 de calmar les tensions que causava l'associació Amis de la paix, una societat constituïda principalment per membres del clergat i de la petita noblesa. L'actitud prudent d'en Fabre li valgué ser nomenat jutge de pau de la vila.
El 3 de setembre del 1792 va ser elegit, per 93 vots de 158, diputat de la Convenció Nacional en representació dels Pirineus Orientals. Amb ell foren elegits Josep Antoni Guiter (127 vots, diputat), Joan Bonaventura Birotteau (98 vots, diputat), Jaume Josep Cassanyes (74 vots, diputat), Francesc Montagut (58 vots, diputat), Llorenç Delcasso (23 vots, reserva), Josep Chambon (18 vots, reserva). Es diu que el viatge a París el feu a lloms d'ase, i que trigà un mes a arribar-hi. · 
A la convenció no hi tingué una actuació destacada, i per malaltia no assistia ni a debats ni a votacions. Quan es feu la votació sobre l'execució de Lluís XVI no hi era present, cosa que li estalvià les conseqüències futures, tant si hagués votat en un sentit com en l'altre. Per la resta, s'uní a la facció parlamentària de la Muntanya i passà desapercebut. El 1794, i en el context de la Guerra Gran, tropes espanyoles de passada per Vinçà incendiaren casa seva. El 1795, en les eleccions per al Consell dels Cinc-cents renuncià a presentar candidatura, i hom elegí en el seu lloc el pradenc Jacques-François Izos.